# Шепилово (Московская область)
Шепилово — деревня в городском округе Серпухов Московской области. До упразднения в 2018 году Серпуховского района входила в состав Липицкого сельского поселения (до 29 ноября 2006 года входила в состав Липицкого сельского округа).

## Население
| 2002 | 2006 | 2010 |
| ---- | ---- | ---- |
| 41   | ↘37  | ↗53  |

## География
Шепилово расположено примерно в 18 км (по шоссе) на юго-восток от Серпухова, на речке Хохла правом притоке реки Ока, высота центра деревни над уровнем моря — 184 м.

## Современное состояние
На 2016 год в деревне зарегистрировано 8 улиц и 1 садовое товарищество. Через деревню идут автобусы, следующие по маршруту Серпухов—Пущино, Протвино—Пущино, Москва—Пущино.